# Stabæk Fotball 2010
Questa voce raccoglie le informazioni riguardanti lo Stabæk Fotball nelle competizioni ufficiali della stagione 2010.

## Stagione
Lo Stabæk chiuse il campionato 2010 al 12º posto in classifica. L'avventura nell'edizione stagionale della Coppa di Norvegia si concluse al terzo turno, quando la squadra fu sconfitta ai calci di rigore dal Tønsberg. Il club norvegese non andò oltre il secondo turno di qualificazione dell'Europa League 2010-2011, venendo eliminato dai bulgari del Dnjapro Mahilëŭ. I calciatori più utilizzati in stagione furono Mikkel Diskerud e Henning Hauger, con 35 presenze ciascuno (30 in campionato, 3 nella Coppa di Norvegia e 2 in Europa League); il miglior marcatore fu invece Veigar Páll Gunnarsson, con 14 reti (10 in campionato, 2 nella Coppa di Norvegia e altrettante in Europa League).

## Maglie e sponsor
Lo sponsor tecnico per la stagione 2010 fu Puma, mentre lo sponsor ufficiale fu Fornebulandet. La divisa casalinga fu blu scura, con strisce azzurre; pantaloncini e calzettoni furono di colore blu scuro.
| Casa |

## Rosa
| N. |                     | Ruolo | Calciatore              |
| -- | ------------------- | ----- | ----------------------- |
| 1  | Norvegia (bandiera) | P     | Jon Knudsen             |
| 2  | Islanda (bandiera)  | D     | Bjarni Ólafur Eiríksson |
| 3  | Norvegia (bandiera) | D     | Jon Inge Høiland        |
| 5  | Norvegia (bandiera) | D     | Jørgen Hammer           |
| 5  | Norvegia (bandiera) | D     | Kristian Flittie Onstad |
| 6  | Norvegia (bandiera) | C     | Tom Stenvoll            |
| 7  | Norvegia (bandiera) | C     | Henning Hauger          |
| 8  | Norvegia (bandiera) | C     | Espen Hoff              |
| 10 | Islanda (bandiera)  | A     | Veigar Páll Gunnarsson  |
| 11 | Svezia (bandiera)   | A     | Daniel Nannskog         |
| 13 | Islanda (bandiera)  | A     | Pálmi Rafn Pálmason     |
| 14 | Brasile (bandiera)  | C     | Diogo                   |
| 15 | Norvegia (bandiera) | D     | Morten Skjønsberg       |

| N. |                        | Ruolo | Calciatore             |
| -- | ---------------------- | ----- | ---------------------- |
| 16 | Norvegia (bandiera)    | D     | Tor Marius Gromstad    |
| 17 | Svezia (bandiera)      | C     | Pontus Farnerud        |
| 18 | Norvegia (bandiera)    | A     | Marius Helle           |
| 18 | Norvegia (bandiera)    | A     | Bernt Hulsker          |
| 19 | Svezia (bandiera)      | C     | Johan Andersson        |
| 21 | Stati Uniti (bandiera) | C     | Mikkel Diskerud        |
| 22 | Norvegia (bandiera)    | P     | Iven Austbø            |
| 23 | Norvegia (bandiera)    | D     | Vegar Eggen Hedenstad  |
| 24 | Norvegia (bandiera)    | C     | Jørgen Skjelvik        |
| 25 | Norvegia (bandiera)    | D     | Erik Benjaminsen       |
| 27 | Norvegia (bandiera)    | A     | Torstein Andersen Aase |
| 29 | Norvegia (bandiera)    | A     | Jan Tømmernes          |

## Calciomercato

### Sessione invernale(dal 01/01 al 31/03)
| Acquisti | Acquisti                | Acquisti      | Acquisti   |
| R.       | Nome                    | da            | Modalità   |
| -------- | ----------------------- | ------------- | ---------- |
| D        | Bjarni Ólafur Eiríksson | Valur         | definitivo |
| C        | Diogo                   | Internacional | definitivo |
| A        | Veigar Páll Gunnarsson  | Nancy         | definitivo |

| Cessioni | Cessioni          | Cessioni        | Cessioni      |
| R.       | Nome              | a               | Modalità      |
| -------- | ----------------- | --------------- | ------------- |
| D        | Inge André Olsen  |                 | ritiro        |
| D        | Thomas Rogne      | Celtic          | definitivo    |
| D        | Pontus Segerström |                 | svincolato    |
| C        | Fredrik Berglund  | Elfsborg        | fine prestito |
| C        | Daigo Kobayashi   | RB Omiya Ardija | fine prestito |

### Sessione estiva(dal 01/08 al 31/08)
| Acquisti | Acquisti     | Acquisti | Acquisti   |
| R.       | Nome         | da       | Modalità   |
| -------- | ------------ | -------- | ---------- |
| A        | Marius Helle | Bryne    | definitivo |

| Cessioni | Cessioni                | Cessioni | Cessioni      |
| R.       | Nome                    | a        | Modalità      |
| -------- | ----------------------- | -------- | ------------- |
| D        | Kristian Flittie Onstad | Raufoss  | definitivo    |
| A        | Bernt Hulsker           | Start    | fine prestito |

## Risultati

### Tippeligaen

#### Girone di andata
| Arbitro: | Staberg (Harstad) |

|                         |           |                                     |
| Myklebust 3’ Fevang 52’ | Marcatori | 13’ Nannskog 41’ Andersson 89’ Hoff |

| Arbitro: | Olsen (Kristiansand) |

|               |           |            |
| Andersson 50’ | Marcatori | 25’ Hæstad |

| Arbitro: | Helgerud (Lier) |

|                    |           |                           |
| Aarøy 2’ Olsen 55’ | Marcatori | 35’ Diskerud 90’ Farnerud |

| Arbitro: | Sælen (Bergen) |

|  |           |              |
|  | Marcatori | 22’ Koppinen |

| Lillestrøm 10 aprile 2010, ore 17:00 5ª giornata | Lillestrøm       | 0 – 0 referto | Stabæk | Åråsen Stadion (7.232 spett.)\| Arbitro: \| Moen (Haugesund) \| |
| Arbitro:                                         | Moen (Haugesund) |               |        |                                                                 |

| Arbitro: | Berntsen (Vang) |

|  |           |           |
|  | Marcatori | 90’ Angan |

| Arbitro: | Johnsen (Tønsberg) |

|                                          |           |                         |
| Andersson 10’ Nannskog 62’, 77’ Hoff 82’ | Marcatori | 6’ Güven 67’ Johannesen |

| Arbitro: | Staberg (Harstad) |

|                         |           |  |
| Nisja 19’ Danielsen 49’ | Marcatori |  |

| Oslo 2 maggio 2010, ore 18:00 9ª giornata | Stabæk          | 0 – 0 referto | Haugesund | Ullevaal Stadion (6.661 spett.)\| Arbitro: \| Helgerud (Lier) \| |
| Arbitro:                                  | Helgerud (Lier) |               |           |                                                                  |

| Arbitro: | Hauge (Bergen) |

|                |           |  |
| Prica 11’, 47’ | Marcatori |  |

| Arbitro: | Hafsås (Trondheim) |

|                        |           |          |
| Hoff 14’ Eiríksson 45’ | Marcatori | 30’ Moen |

| Arbitro: | Hagen (Grue) |

|              |           |                            |
| Pedersen 17’ | Marcatori | 5’, 44’ Andersson 75’ Hoff |

| Arbitro: | Staberg (Harstad) |

|                               |           |  |
| Nannskog 33’, 63’ Høiland 86’ | Marcatori |  |

| Arbitro: | Hafsås (Trondheim) |

|             |           |              |
| Zanetti 37’ | Marcatori | 90’ Diskerud |

| Arbitro: | Hagen (Grue) |

|                                                 |           |                                   |
| Gunnarsson 13’ (rig.), 20’, 61’ (rig.) Hoff 63’ | Marcatori | 16’ Hestad 84’ Skjølsvik 87’ Fall |

#### Girone di ritorno
| Arbitro: | Johansen (Brevik) |

|                   |           |                            |
| Tømmernes 7’, 57’ | Marcatori | 72’, 76’ Høiland 82’ Nisja |

| Arbitro: | Olsen (Kristiansand) |

|                         |           |                             |
| Solli 37’ Huseklepp 59’ | Marcatori | 24’ Diskerud 49’ Gunnarsson |

| Arbitro: | Hauge (Bergen) |

|                |           |                         |
| Gunnarsson 85’ | Marcatori | 65’ Olsen 90’ Moldskred |

| Arbitro: | Edvartsen (Hamar) |

|                                    |           |  |
| Mourad 5’, 90’ (rig.) Johansen 65’ | Marcatori |  |

| Arbitro: | Staberg |

|               |           |                     |
| Tømmernes 89’ | Marcatori | 34’ Sætra 52’ Keita |

| Arbitro: | Hauge (Bergen) |

|  |           |                                           |
|  | Marcatori | 13’ Høiland 15’, 59’ Gunnarsson 75’ Helle |

| Arbitro: | Helgerud (Lier) |

|                           |           |          |
| Farnerud 12’ Diskerud 44’ | Marcatori | 56’ Ujah |

| Arbitro: | Berntsen (Vang) |

|                            |           |                       |
| Berre 3’ Zajić 50’ Mos 57’ | Marcatori | 5’ Farnerud 77’ Diogo |

| Arbitro: | Skjerven (Kaupanger) |

|  |           |                           |
|  | Marcatori | 1’, 23’ Brenne 76’ Børven |

| Arbitro: | Hafsås (Trondheim) |

|                       |           |                              |
| Skjønsberg 19’ (aut.) | Marcatori | 13’ Andersson 62’ Gunnarsson |

| Arbitro: | Hagen (Grue) |

|                              |           |              |
| Gunnarsson 12’ Hedenstad 67’ | Marcatori | 81’ Mathisen |

| Arbitro: | Hauge (Bergen) |

|                          |           |             |
| Andreassen 23’ Sørum 30’ | Marcatori | 9’ Pálmason |

| Arbitro: | Moen (Haugesund) |

|                                   |           |                         |
| Pepa 21’ Knudsen 77’ Mathisen 83’ | Marcatori | 37’ Andersson 45’ Helle |

| Arbitro: | Hagen (Grue) |

|                           |           |                 |
| Gunnarsson 10’ Hammer 71’ | Marcatori | 44’ Dimitriadis |

| Arbitro: | Staberg (Harstad) |

|                 |           |  |
| Fall 47’ (rig.) | Marcatori |  |

### Coppa di Norvegia
| Arbitro: | Hagelund |

|            |           | |
| Zamble 62’ | Marcatori | 4’, 51’ Diskerud 13’, 84’ Tømmernes 15’, 86’ Hoff 18’, 32’, 54’, 89’ Hulsker 72’ Onstad 90’ Gunnarsson |

| Arbitro: | Kjensli (Oslo) |

|  |           |                         |
|  | Marcatori | 30’ Hoff 47’ Gunnarsson |

| Bærum 9 giugno 2010, ore 18:00 Terzo turno | Stabæk               | 3 – 3 (d.t.s.) referto                  | Tønsberg | Telenor Arena |
| \| \| \| \| \| Skjelvik 56’ Hoff 61’ Hulsker 104’ \| Marcatori \| 17’ Duus 73’ Akinyemi 103’ Kalsæq \| \| Hedenstad Hulsker Høiland Stenvoll Nannskog \| Tiri di rigore 3 – 4 \| Figved Solberg Lund Akinyemi Andreassen \| |                      |                                         |          |               |
| |                      |                                         |          |               |
| Skjelvik 56’ Hoff 61’ Hulsker 104’ | Marcatori            | 17’ Duus 73’ Akinyemi 103’ Kalsæq       |          |               |
| Hedenstad Hulsker Høiland Stenvoll Nannskog | Tiri di rigore 3 – 4 | Figved Solberg Lund Akinyemi Andreassen |          |               |

### Europa League
| Arbitro: | Sipailo |

|                             |           |                       |
| Skjelvik 22’ Gunnarsson 53’ | Marcatori | 14’ Turlin 23’ Kazloŭ |

| Arbitro: | Trutz |

|              |           |                |
| Jurčanka 85’ | Marcatori | 37’ Gunnarsson |

## Statistiche

### Statistiche di squadra
| Competizione      | Punti | In casa | In casa | In casa | In casa | In casa | In casa | In trasferta | In trasferta | In trasferta | In trasferta | In trasferta | In trasferta | Totale | Totale | Totale | Totale | Totale | Totale | DR  |
| Competizione      | Punti | G       | V       | N       | P       | Gf      | Gs      | G            | V            | N            | P            | Gf           | Gs           | G      | V      | N      | P      | Gf     | Gs     | DR  |
| ----------------- | ----- | ------- | ------- | ------- | ------- | ------- | ------- | ------------ | ------------ | ------------ | ------------ | ------------ | ------------ | ------ | ------ | ------ | ------ | ------ | ------ | --- |
| Tippeligaen       | 39    | 15      | 7       | 2       | 6       | 24      | 22      | 15           | 4            | 4            | 7            | 22           | 25           | 30     | 11     | 6      | 13     | 46     | 47     | -1  |
| Coppa di Norvegia | -     | 1       | 0       | 1       | 0       | 3       | 3       | 2            | 2            | 0            | 0            | 14           | 1            | 3      | 2      | 1      | 0      | 17     | 4      | +13 |
| Europa League     | -     | 1       | 0       | 1       | 0       | 2       | 2       | 1            | 0            | 1            | 0            | 1            | 1            | 2      | 0      | 2      | 0      | 3      | 3      | 0   |
| Totale            | -     | 17      | 7       | 4       | 6       | 29      | 27      | 18           | 6            | 5            | 7            | 37           | 27           | 35     | 13     | 9      | 13     | 66     | 54     | +12 |

### Statistiche dei giocatori
| Giocatore        | Tippeligaen | Tippeligaen | Tippeligaen | Tippeligaen | Coppa di Norvegia | Coppa di Norvegia | Coppa di Norvegia | Coppa di Norvegia | Europa League | Europa League | Europa League | Europa League | Totale   | Totale | Totale      | Totale     |
| Giocatore        | Presenze    | Reti        | Ammonizioni | Espulsioni  | Presenze          | Reti              | Ammonizioni       | Espulsioni        | Presenze      | Reti          | Ammonizioni   | Espulsioni    | Presenze | Reti   | Ammonizioni | Espulsioni |
| ---------------- | ----------- | ----------- | ----------- | ----------- | ----------------- | ----------------- | ----------------- | ----------------- | ------------- | ------------- | ------------- | ------------- | -------- | ------ | ----------- | ---------- |
| T. Andersen Aase | 0           | 0           | 0           | 0           | 0                 | 0                 | 0                 | 0                 | 0             | 0             | 0             | 0             | 0        | 0      | 0           | 0          |
| J. Andersson     | 18          | 7           | 0           | 0           | 0                 | 0                 | 0                 | 0                 | 0             | 0             | 0             | 0             | 18       | 7      | 0           | 0          |
| I. Austbø        | 2           | 0           | 0           | 0           | 0                 | 0                 | 0                 | 0                 | 1             | 0             | 0             | 0             | 3        | 0      | 0           | 0          |
| E. Benjaminsen   | 0           | 0           | 0           | 0           | 0                 | 0                 | 0                 | 0                 | 0             | 0             | 0             | 0             | 0        | 0      | 0           | 0          |
| Diogo            | 19          | 1           | 2           | 0           | 1                 | 0                 | 0                 | 0                 | 2             | 0             | 0             | 0             | 22       | 1      | 2           | 0          |
| M. Diskerud      | 30          | 4           | 1           | 0           | 3                 | 2                 | 0                 | 0                 | 2             | 0             | 1             | 0             | 35       | 6      | 2           | 0          |
| B. Eiríksson     | 29          | 1           | 3           | 0           | 3                 | 0                 | 0                 | 0                 | 2             | 0             | 0             | 0             | 34       | 1      | 3           | 0          |
| P. Farnerud      | 20          | 3           | 2           | 0           | 0                 | 0                 | 0                 | 0                 | 1             | 0             | 0             | 0             | 21       | 3      | 2           | 0          |
| T. Gromstad      | 8           | 0           | 1           | 0           | 3                 | 0                 | 0                 | 0                 | 0             | 0             | 0             | 0             | 11       | 0      | 1           | 0          |
| V. Gunnarsson    | 24          | 10          | 2           | 0           | 3                 | 2                 | 0                 | 0                 | 2             | 2             | 0             | 0             | 29       | 14     | 2           | 0          |
| J. Hammer        | 7           | 1           | 0           | 0           | 0                 | 0                 | 0                 | 0                 | 0             | 0             | 0             | 0             | 7        | 1      | 0           | 0          |
| H. Hauger        | 30          | 0           | 1           | 0           | 3                 | 0                 | 0                 | 0                 | 2             | 0             | 0             | 0             | 35       | 0      | 1           | 0          |
| V. Hedenstad     | 27          | 1           | 0           | 0           | 2                 | 0                 | 1                 | 0                 | 2             | 0             | 0             | 0             | 31       | 1      | 1           | 0          |
| M. Helle         | 7           | 2           | 1           | 0           | 0                 | 0                 | 0                 | 0                 | 0             | 0             | 0             | 0             | 7        | 2      | 1           | 0          |
| E. Hoff          | 18          | 5           | 2           | 0           | 3                 | 4                 | 0                 | 0                 | 1             | 0             | 0             | 0             | 22       | 9      | 2           | 0          |
| J. Høiland       | 27          | 2           | 1           | 0           | 3                 | 0                 | 0                 | 0                 | 2             | 0             | 1             | 0             | 32       | 2      | 2           | 0          |
| B. Hulsker       | 11          | 0           | 0           | 0           | 3                 | 5                 | 0                 | 0                 | 2             | 0             | 1             | 0             | 16       | 5      | 1           | 0          |
| J. Knudsen       | 29          | 0           | 0           | 0           | 3                 | 0                 | 0                 | 0                 | 1             | 0             | 0             | 0             | 33       | 0      | 0           | 0          |
| D. Nannskog      | 11          | 5           | 0           | 0           | 1                 | 0                 | 0                 | 0                 | 0             | 0             | 0             | 0             | 12       | 5      | 0           | 0          |
| K. Onstad        | 10          | 0           | 1           | 0           | 2                 | 1                 | 1                 | 0                 | 1             | 0             | 0             | 0             | 13       | 1      | 2           | 0          |
| P. Pálmason      | 21          | 1           | 1           | 1           | 0                 | 0                 | 0                 | 0                 | 1             | 0             | 1             | 0             | 22       | 1      | 2           | 1          |
| J. Skjelvik      | 18          | 0           | 0           | 0           | 3                 | 1                 | 0                 | 0                 | 2             | 1             | 0             | 0             | 23       | 2      | 0           | 0          |
| M. Skjønsberg    | 19          | 0           | 1           | 0           | 0                 | 0                 | 0                 | 0                 | 0             | 0             | 0             | 0             | 19       | 0      | 1           | 0          |
| T. Stenvoll      | 8           | 0           | 1           | 0           | 2                 | 0                 | 0                 | 0                 | 2             | 0             | 0             | 0             | 12       | 0      | 1           | 0          |
| J. Tømmernes     | 21          | 3           | 1           | 0           | 2                 | 2                 | 0                 | 0                 | 2             | 0             | 0             | 0             | 25       | 5      | 1           | 0          |